# Вулиця Незалежності (Дніпро)
Ву́лиця Незалежності — вулиця у Чечелівському районі міста Дніпро, що простягається зі сходу на захід, завдовжки 1,2 км.

## Історія
Первинна назва вулиці — Паркова. У різних джерелах називалася як Парковою вулицею, так і Парковим проспектом. На території ПМЗ досі зберігся відповідний парк з пам'ятником академіку Михайлу Янгелю.
До розбудови Дніпропетровського автомобільного заводу у кінці 1940-х років вулиця мала більшу довжину — від Сурсько-Литовського шосе до вулиці Криворізької на шляхівському селищі Крупське. Західна частина Паркового проспекту опинилася на території заводу й продовжує позначатися як Паркова вулиця. На території заводу її довжина 2,5 км.
Східну частину Паркового проспекту перейменовано 1961 року на честь радянського космонавта Германа Титова, який особисто ніколи не мав жодного стосунку до міста.
Основний міськобудівний задум вулиці втілився у середині 1950-х років.
Вулиця має велике значення в структурі міста, попри те, що складається всього лише з декількох кварталів. На ній замикається цілий ряд магістралей, що йдуть перпендикулярно до Дніпра: проспект Богдана Хмельницького та проспект Олександра Поля.
Вулиця Незалежності — частина єдиної, хоч і ламаної, магістралі напряму захід-схід: вулиці Криворізька — Зоряний бульвар — Запорізьке шосе.
31 січня 2024 року, підтримуючи процес дерусифікації, міська рада ухвалила рішення про перейменування вулиці Титова на вулицю Незалежності.

## Архітектура та пам'ятки
- № 4 — середня загальноосвітня школа № 89 — вулиця забудовувалася у другій половині 1950-х років, коли радянська влада вже оголосила про «боротьбу з архітектурною надлишковістю». Втім, багато будівель зберегли ознаки сталінського ампіру. Зокрема, будівля школи № 89 має масивний портик над входом та декоративну композицію на верхівці будівлі з розгорнутою книгою та роком будівництва — «1955»
- № 10 — Дніпропетровський медичний інститут традиційної і нетрадиційної медицини,
- № 18 — кінотеатр «Супутник» — найбільш помітний об'єкт на вулиці, що був збудований та відкритий 15 серпня 1963 року. Початково, він був розрахований на 820 місць і був найбільшим кінозалом міста. Фасад будівлі, що виходить на вулицю Титова, оздоблений величезним панно на космічну тематику. Його було реконструйовано в 2004 році У 2024 - у цій будівлі створили Центр Служби 112.
- № 25 — поліклініка СМСЧ-6
- № 29 — спеціалізована медично-санітарна частина № 6 (СМСЧ-6) — знаходиться на західному кінці вулиці Титова, на перетині з вулицею Макарова, — одна з найбільших лікарень міста, що раніше була відомчою лікарнею Південного машинобудівного заводу, з багатопрофільним стаціонаром, пологовим відділенням та поліклінікою[2].
- № 32 — Ковзанка Спортивного комплексу «Метеор»,
- № 36 — ТРК «Appolo» — найбільша з сучасних будівель на вулиці Титова, розташована навпроти Спеціалізованої медично-санітарної частини № 6. Був відкритий у 2009 році[3].

## Перехресні вулиці
- Зоряний бульвар
- проспект Богдана Хмельницького
- проспект Поля
- Новокримська вулиця
- вулиця Академіка Янгеля
- вулиця Суворова
- вулиця Макарова
- вулиця Паркова (колишня частина вулиці Титова до побудови Дніпропетровського автомобільного заводу наприкінці 1940-х років; обмежений доступ; проходить територією ПМЗ)

## Світлини

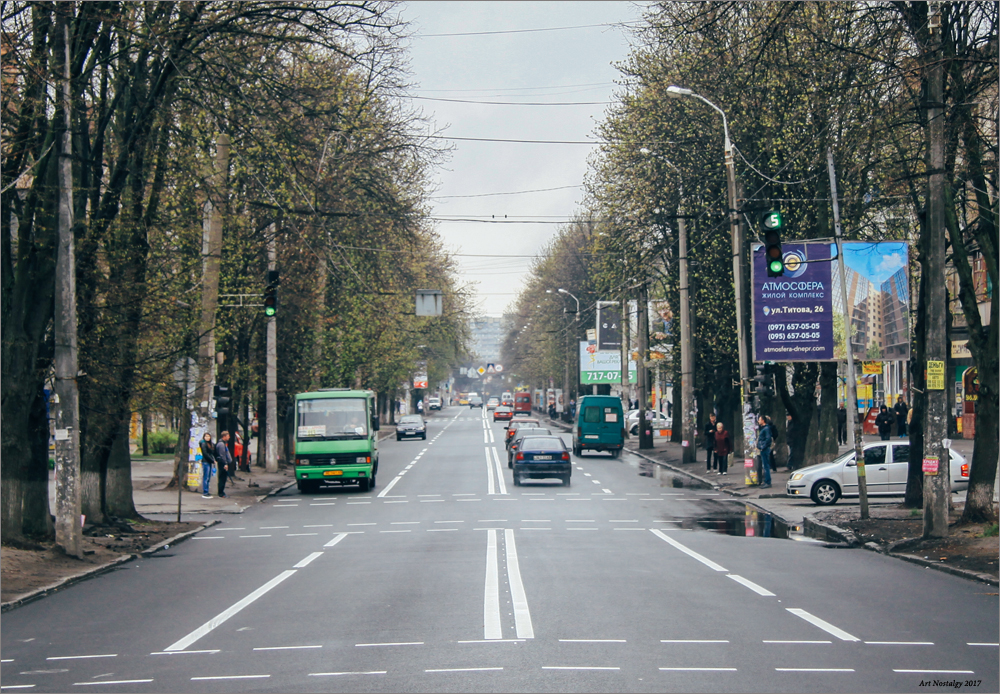
Вулиця Незалежності весною
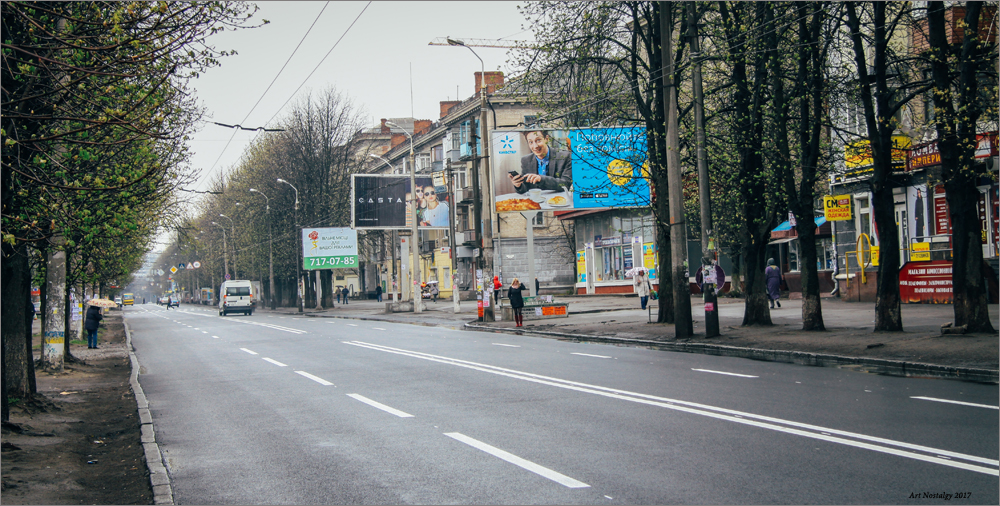
В районі поліклініки